# Espace de noms XML
 (février 2024).
Si vous disposez d'ouvrages ou d'articles de référence ou si vous connaissez des sites web de qualité traitant du thème abordé ici, merci de compléter l'article en donnant les références utiles à sa vérifiabilité et en les liant à la section « Notes et références ».
 (février 2024).
Un espace de noms XML est une recommandation du W3C qui permet d'employer des éléments et des attributs nommés dans une instance XML. Une instance XML peut contenir des noms d'éléments ou d'attributs de plus d'un vocabulaire XML. Si on attribue à chaque vocabulaire un espace de noms, alors on peut résoudre les ambiguïtés entre des noms identiques d'éléments ou d'attributs. Les noms d'élément au sein d'un même espace de noms doivent être uniques.
Les technologies XML font un usage intensif des espaces de noms, car les documents XML doivent avoir la capacité de mélanger sans ambiguïté plusieurs ontologies, c’est-à-dire plusieurs vocabulaires distincts qui peuvent contenir des homonymes.

## Exemples
Prenons comme exemple une instance XML qui contiendrait les références à un client et un produit commandé. L'élément client et l'élément produit pourraient avoir un élément fils "ID_number". Les références à l'élément ID_number seraient alors ambigües, à moins que les deux éléments de noms identiques mais différents du point de vue sémantique aient été associés à des espaces de noms qui permettent de les différencier ; par exemple cl:ID_number et pr:ID_number.
En France, l'INSEE a défini des espaces de noms pour les statistiques publiques :
- Espace de noms XML Données géographiques XML/RDF sur le site de l'INSEE
- Espace de noms de l'INSEE